# کرس (گروه موسیقی)
کرس (به انگلیسی: Crass) یک گروه موسیقی پانک راک بریتانیایی بود که در سال ۱۹۷۷ تشکیل شد و هفت سال بعد در سال ۱۹۸۴ از هم پاشید. این گروه، به تبلیغ آنارشیسم به عنوان یک ایدئولوژی سیاسی، روشی برای زندگی و یک نوع جنبش مقاومتی می‌پرداخت. گروه کرس سبک آنارکو-پانک که بخشی از خرده‌فرهنگ پانک بود را به محبوبیت رساند و از واکنش مستقیم، حقوق حیوانات و محیط زیست‌گرایی حمایت می‌کرد. این گروه در آلبوم‌ها، فیلم‌ها، آگهی‌نامه‌ها و کولاژ صدا خود از رویکردی مبتنی بر خوی پانکی خودت انجامش بده استفاده و حمایت می‌کرد. گروه کرس پیام‌های دیواری استنسیل‌شده را در متروی لندن و همین‌طور در گذرگاه‌های تبلیغاتی با افشانه نقاشی می‌کردند و فعالیت‌های سیاسی را سازماندهی می‌کردند. این گروه با پوشیدن لباس‌های سیاه، لباس‌های نظامی استفاده شده و استفاده از دکور و پس‌زمینه‌هایی مزین‌شده با نمادهایی از چلیپای مسیحیت، چلیپای شکسته، پرچم انگلیس و دنب‌خوار، به بیان آرمان‌های خود می‌پرداختند. آنها منتقد خرده‌فرهنگ پانک و به‌طور کلی فرهنگ جوانی بودند. کرس آنارشیسمی را تبلیغ می‌کرد که در صحنه موسیقی پانک راک چهره‌ای عمومی‌تر به خود گرفت.